# Pandalus eous
Pandalus eous is een garnalensoort uit de familie van de Pandalidae. De wetenschappelijke naam van de soort is voor het eerst geldig gepubliceerd in 1935 door Makarov.